# Biografielijst Kr

## Kra

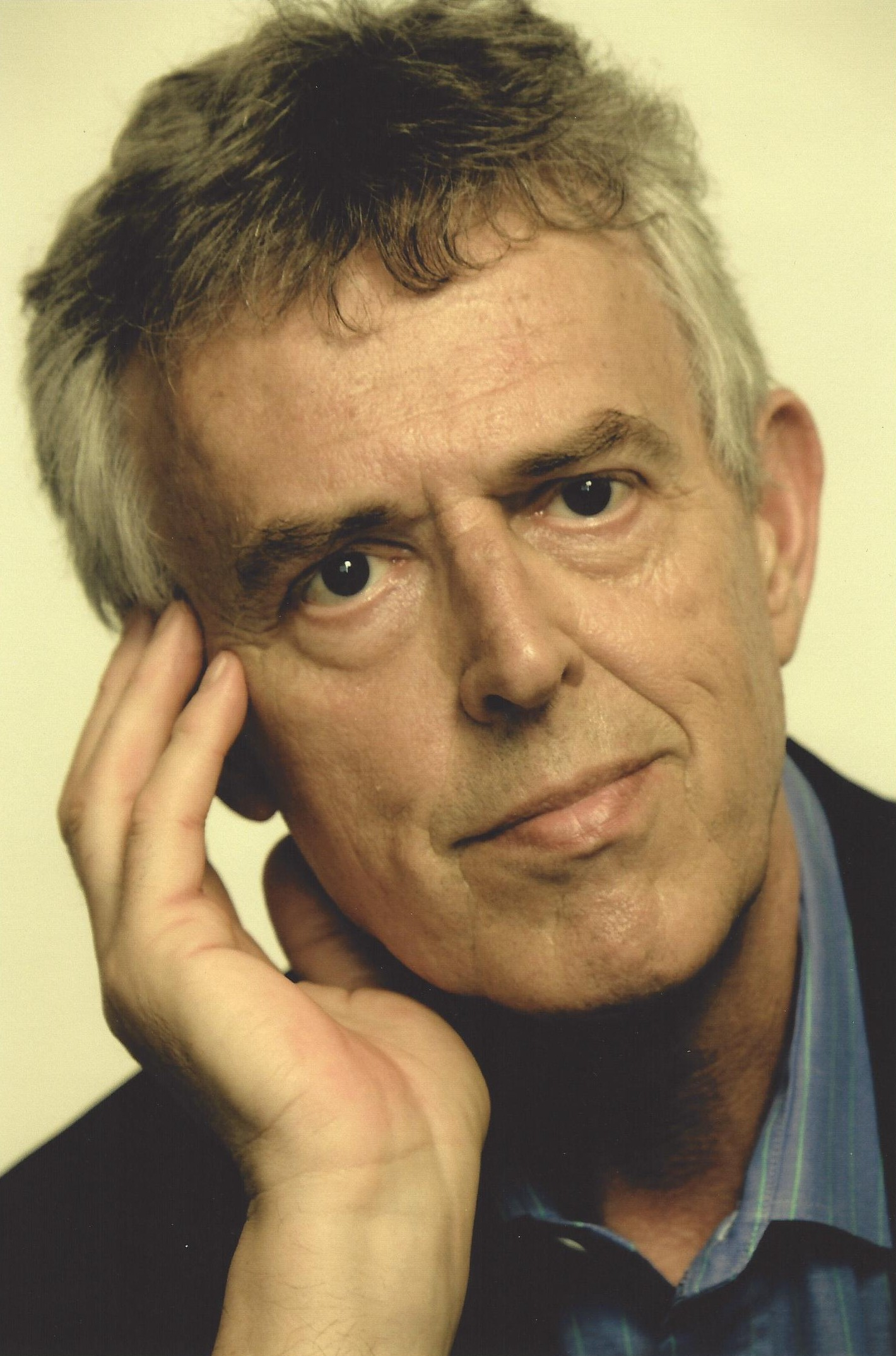
Meinard Kraak

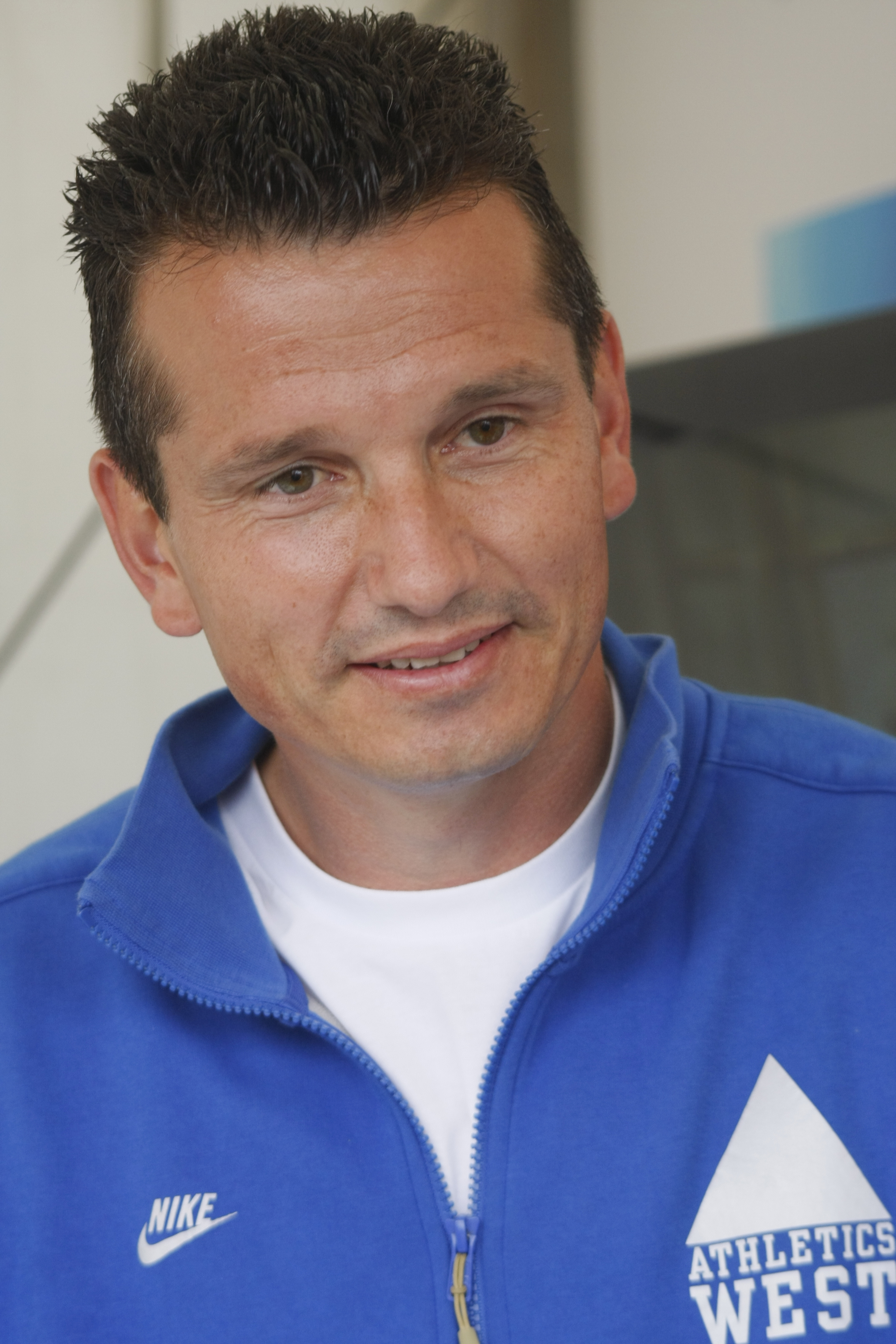
Richard Krajicek

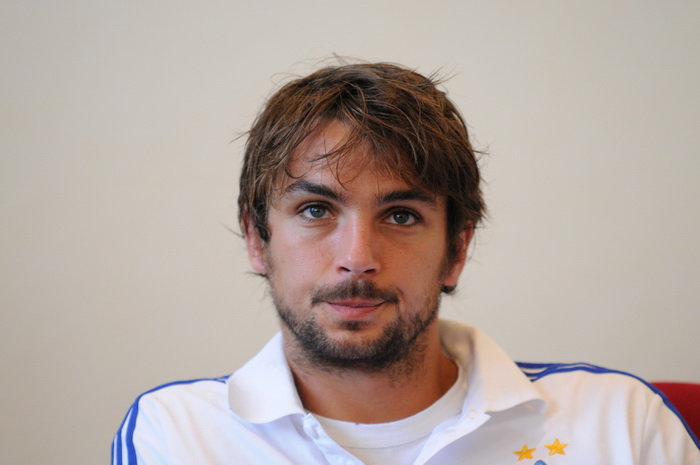
Niko Kranjčar

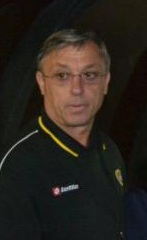
Zlatko Kranjčar

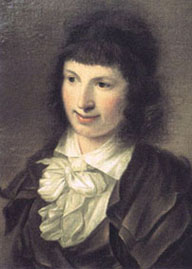
Marianne Kraus

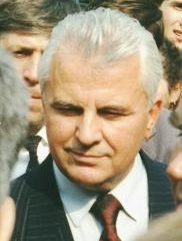
Leonid Kravtsjoek

- Johan Kraag (1913-1996), Surinaams politicus
- Lygia Kraag-Keteldijk (1941), Surinaams politicus
- Conny Kraaijeveld (1965), Nederlands presentatrice
- Ilse Kraaijeveld (1990), Nederlands zwemster
- Aaltje Kraak (17e eeuw), veroorzaakster stadsbrand in Hardenberg
- Meinard Kraak (1935-2022), Nederlands zanger van recitals, oratoria en opera's
- Ad Kraamer (1945), Nederlands zanger en muziekproducent
- Gerda Kraan (1933), Nederlands atlete
- Hanna Kraan (1946-2011), Nederlands kinderboekenschrijfster
- Theo Kraan (1946-2006), Nederlands beleggingsdeskundige
- Victor Kraatz (1971), Canadees kunstschaatser
- Hans Kraay jr. (1959), Nederlands voetballer en televisiepresentator
- Hans Kraay sr. (1936-2017), Nederlands voetballer en commentator
- John Kraaijkamp sr. (1925-2011), Nederlands acteur en komiek
- Johnny Kraaijkamp jr. (1954), Nederlands acteur
- Carel Kraayenhof (1958), Nederlands bandoneonspeler
- Jeroen Krabbé (1944), Nederlands acteur en regisseur
- Katrin Krabbe (1969), Duits atlete
- Maarten Krabbé (1908-2005), Nederlands kunstschilder
- Martijn Krabbé (1968), Nederlands radio- en televisiepresentator
- Tim Krabbé (1943), Nederlands schrijver en schaker
- Arno Krabman (1982), Nederlands muziekproducent en muzikant
- Siegfried Kracauer (1889-1966), Duits schrijver, journalist, socioloog, cultuurcriticus en filmtheoreticus
- Egon Kracht (1966), Nederlands contrabassist
- Friedrich Wilhelm Ludwig Kraenzlin (1847-1934), Duits botanicus
- Emil Kraepelin (1856-1926), Duits psychiater
- Stéphane Krafft (1979-2025), Frans wielrenner
- Emil Krafth (1994), Zweeds voetballer
- Nina Kraft (1968-2020), Duits triatlete
- Sjeng Kraft (1924-1999), Nederlands liedjesschrijver
- Stefan Kraft (1993), Oostenrijks schansspringer
- Thomas Kraft (1988), Duits voetballer
- William Kraft (1923-2022), Amerikaans componist, muziekpedagoog, dirigent en slagwerker
- Kraft van Nassau-Sonnenberg († na 1361), graaf van Nassau-Sonnenberg (1355-1361)
- Jens Otto Krag (1914-1978), Deens politicus
- Dominik Kraihamer (1989), Oostenrijks autocoureur
- Adrian Krainer (1992), Oostenrijks snowboarder
- Johan Krajenbrink (1966), Nederlands dammer
- Michaëlla Krajicek (1989), Nederlands tennisster
- Richard Krajicek (1971), Nederlands tennisser
- Filip Krajinović (1992), Servisch tennisser
- Momčilo Krajišnik (1945-2020), Servisch politicus
- Josef Král (1990), Tsjechisch autocoureur
- Plamen Kralev (1973), Bulgaars autocoureur en zakenman
- Andrej Kramarić (1991), Kroatisch voetballer
- Andries Kramer (1972), Nederlands schaatser
- Annemarie Kramer (1975), Nederlands atlete
- Brecht Kramer (1990), Nederlands schaatsster
- Frank Kramer (1880-1958), Amerikaans wielrenner
- Ingrid Krämer (1943), Oost-Duits schoonspringster
- Jitse Kramer (1981), Nederlands krachtsporter
- Josef Kramer (1906-1946), Duits kampcommandant
- Marita Kramer (2001), Oostenrijks schansspringster
- Michiel Kramer (1988), Nederlands voetballer
- Piet Kramer (1881-1961), Nederlands architect
- Sven Kramer (1986), Nederlands schaatser
- Wayne Kramer (1948-2024), Amerikaans gitarist, zanger, songwriter en producer
- Yep Kramer (1957), Nederlands schaatser
- Hendrik Kramers (1894-1952), Nederlands natuurkundige
- Johannes Henderik Kramers (1823-1896), Nederlands kostschooldirecteur
- Vladimir Kramnik (1975), Russisch schaker
- Ivan Kramskoj (1837-1887), Russisch kunstschilder
- Herke Kranenborg (1976), Nederlands jurist
- Ferdinand Jan Kranenburg (1911-1994), Nederlands politicus
- Mark Kranenburg (1954), Nederlands journalist
- Roelof Kranenburg (1880-1956), Nederlands jurist en politicus
- Marius Kranendonk (1988), Nederlands atleet
- Niko Kranjčar (1984), Kroatisch voetballer
- Zlatko Kranjčar (1956-2021), Kroatisch voetballer en voetbalcoach
- Žan Kranjec (1992), Sloveens alpineskiër
- Hans Krankl (1953), Oostenrijks voetballer
- Charles Camille Julien Krantz (1848-1924), Frans politicus
- Sabine Krantz (1981), Duits atlete
- Steve Krantz (1923-2007), Amerikaans (televisie)filmproducent en schrijver
- Wim Kras (1944-2023), Nederlands voetballer
- Vladimir Krasnov (1990), Russisch atleet
- Aleksandr Krasnych (1995), Russisch zwemmer
- Olena Krasovska (1976), Oekraïens atlete
- Julia Krass (1997), Amerikaans freestyleskiester
- Beloslava Krasteva (2004), Russische schaakster
- Jarmila Kratochvílová (1951), Tsjecho-Slowaaks atlete
- Albert Kraus (1980), Nederlands kickbokser
- Alfredo Kraus (1927-1999), Spaans tenor van half Oostenrijkse afkomst
- Arnost Ilja (Arnost) Kraus (1973), Nederlands acteur
- Detlef Kraus (1919-2008), Duits klassiek pianist
- Jacob Kraus (1861-1951), Nederlands waterbouwkundige en minister van Waterstaat
- Joseph Martin Kraus (1756-1792), Duits componist en hof kapelmeester
- Karl Kraus (1874-1936), Oostenrijks journalist, dichter en schrijver
- Marianne Kraus (1765-1838), Duits kunstschilder en hofdame
- Marinus Kraus (1991), Duits schansspringer
- Melanie Kraus (1974), Duits atlete
- Peter Kraus (1939), Duits toneelspeler en zanger
- Ryszard Kraus (1964), Pools voetballer
- Tomáš Kraus (1974), Tsjechisch freestyleskiër
- Zdeněk Kraus (19??), Nederlands regisseur en scenarioschrijver
- Brian Krause (1969), Amerikaans acteur
- Dagmar Krause (1950), Duits zangeres
- Peter William Krause (1965), Amerikaans acteur
- Rudolf Krause (1907-1987 ), Duits autocoureur
- Tom Krause (1934-2013), Fins operazanger
- Alison Krauss (1971), Amerikaans bluegrass-zangeres en -violiste
- Clemens Krauss (1893-1954), Oostenrijks dirigent
- Konrad Kraus (1938), Duits acteur
- Michael Krauss (1934-2019), Amerikaans taalkundige
- Nicole Krauss (1974), Amerikaans schrijfster
- Inessa Kravets (1966), Sovjet-Russisch/Oekraïens atlete
- Jason Kravits (1967), Amerikaans acteur
- Leonid Kravtsjoek (1934-2022), Oekraïens politicus
- Stanislav Kravtsjoek (1978), Oekraïens freestyleskiër
- Igor Kravtsov (1973), Russisch roeier
- Andrej Krawtsjanka (1986), Wit-Russisch atleet
- Lenny Krayzelburg (1975), Oekraïens-Amerikaans zwemmer

## Kre

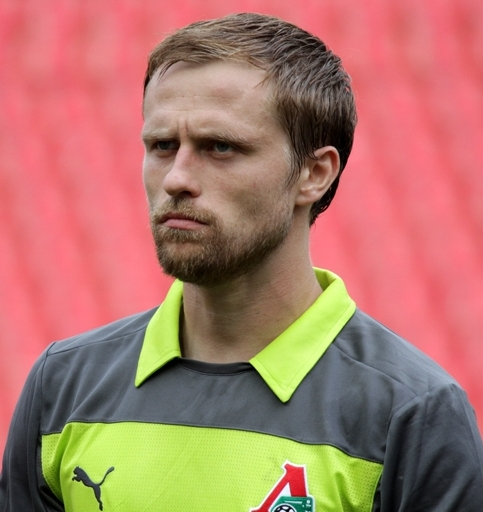
Dario Krešić

- Herman Krebbers (1923-2018), Nederlands violist
- Edwin Gerhard Krebs (1918-2009), Amerikaans biochemicus
- Emil Krebs (1867-1930), Duits vertaler en taalkundige
- Hans Krebs (1898-1945), Duits infanteriegeneraal
- Hans Adolf Krebs (1900-1981), Duits arts en biochemicus
- Johann Ludwig Krebs (1713-1780), Duits organist en componist
- Johann Tobias Krebs (1690-1762), Duits organist en componist
- John Krebs (1945), Engels zoöloog
- Eduard Krebsbach (1894-1947), Duits arts
- Raymond Kreder (1989), Nederlands wielrenner
- Adam Kreek (1980), Canadees roeier
- Cyrillus Kreek (1889-1962), Estisch componist
- Sofie Krehl (1995), Duits langlaufster
- Reinier Kreijermaat (1935-2018), Nederlands voetballer
- David Kreiner (1981), Oostenrijks skiër op de noordse combinatie
- Kathy Kreiner (1957), Canadees alpineskiester
- Marion Kreiner (1981), Oostenrijks snowboardster
- Andrew Kreisberg (1971), Amerikaans scenarioschrijver
- Hans-Jürgen Kreische (1947), Oost-Duits voetballer
- Peeter Kreitzberg (1948-2011), Estisch politicus en wetenschapper
- Yakov Kreizberg (1959-2011), Russisch-Amerikaans dirigent
- František Krejčík (1866-1911), Tsjechisch componist en kapelmeester
- Lotti Krekel (1941-2023), Duits carnavals-, schlagerzangeres en actrice
- Jan Krekels (1947), Nederlands wielrenner
- Kathleen Krekels (1968), Belgisch politica
- Peter Kremeier (1971), Duitse danceproducer
- Andrzej Kremer (1961-2010), Pools politicus
- Anne Kremer (1975), Luxemburgs tennisster
- Ans Kremer (1943), Nieuw-Zeelands langebaanschaatsster
- Boaz Kremer (1978), Israëlisch rolstoeltennisser en rolstoelbasketballer
- Gidon Kremer, (1947) Lets violist en dirigent
- Peter Kremer (1958), Duits theater- en televisieacteur
- Raymond Jean de Kremer (1887-1964), Belgisch schrijver
- Sjoerd Kremer (1945), Nederlands politicus
- Nienke Kremers (1985), Nederland hockeyster
- Sjeng Kremers (1933), Nederlands psycholoog, politicus en bestuurder
- Egon Krenz (1937), Oost-Duits politicus
- Vera Krepkina (1933-2023), Sovjet-Russisch-Oekraïens atlete
- Magnus Krepper (1967), Zweeds acteur, zanger en goochelaar
- Clara Juanita Morris Kreps (1921-2010), Amerikaans minister
- Jan Křesadlo (1926-1995), Tsjechisch dichter en schrijver
- Dario Krešić (1984), Kroatisch voetbaldoelman
- Hans G. Kresse (1921-1992), Nederlands striptekenaar
- Herbert Kretzmer (1925-2020), Zuid-Afrikaans journalist, columnist, criticus en songwriter
- Frederik H. Kreuger (1928-2015), Nederlands elektrotechnicus en schrijver
- Friedrich Reinhold Kreutzwald (1803-1882), Estisch dichter
- Evert Kreuze (1973), Nederlands krachtsporter
- Roman Kreuziger (1986), Tsjechisch wielrenner

## Kri

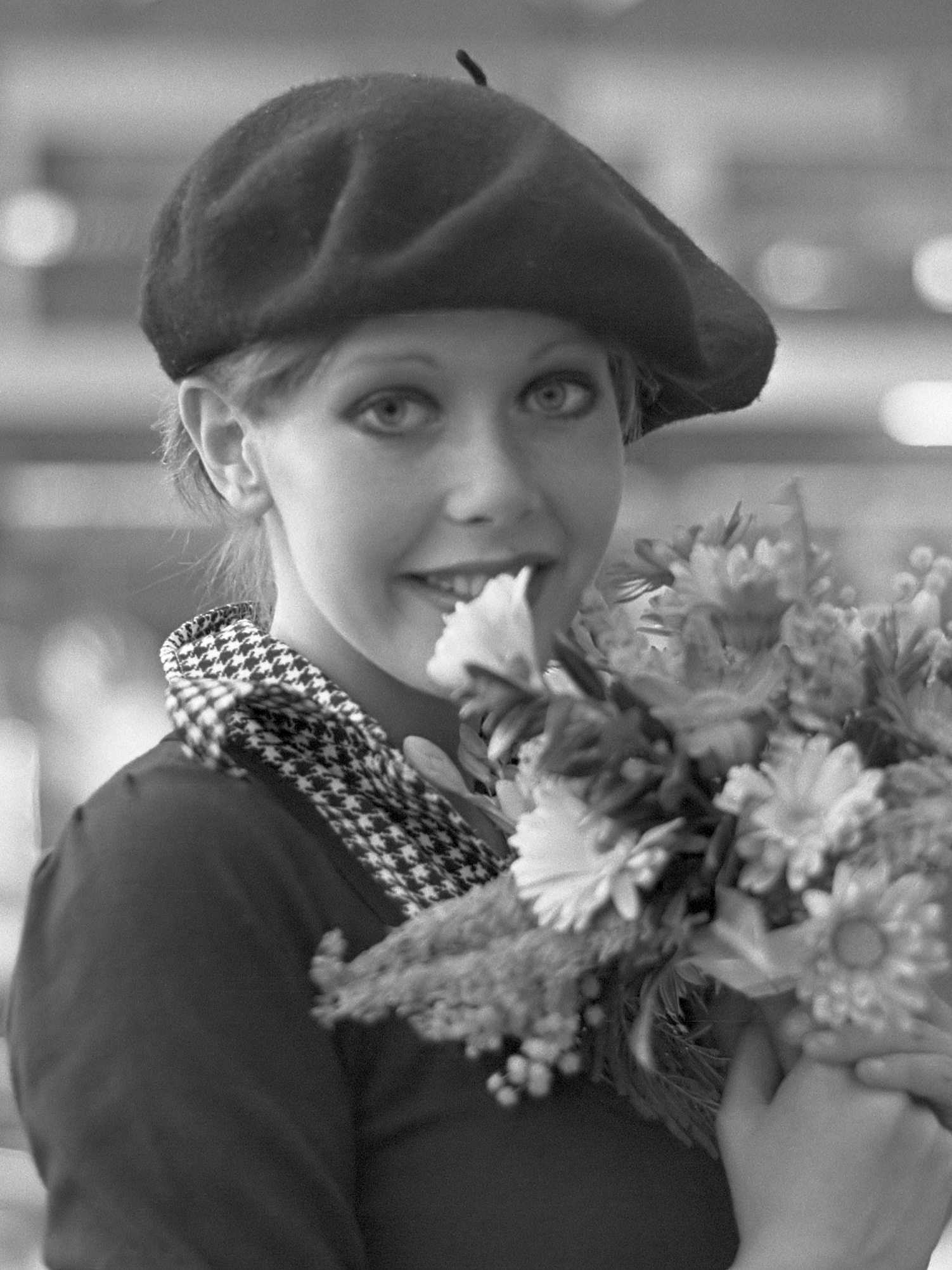
Sylvia Kristel

- Vincent Kriechmayr (1991), Oostenrijks alpineskiër
- Thomas Krief (1993), Frans freestyleskiër
- Francien Krieg (1973), Nederlands kunstschilderes
- David Kriegel, Amerikaans acteur, filmproducent en filmregisseur
- Robby Krieger (1946), Amerikaans rockmusicus
- Franz Krienbühl (1929-2002), Zwitsers schaatser
- Rob Krier (1938-2023), Luxemburgs architect, designer, filosoof en hoogleraar
- Alice Krige (1954), Zuid-Afrikaans actrice
- Steve Krijbolder (1991), Nederlands snowboarder
- Bianca Krijgsman (1968), Nederlands cabaretière
- Bert Krijnen (1945), Nederlands atleet
- Marloes Krijnen (1955), Nederlands politicoloog en museumdirecteur
- Herman Krikhaar (1930-2010), Nederlands kunstenaar en galeriehouder
- Pauline Krikke (1961), Nederlands politica
- Jan van Krimpen (1892-1958), Nederlands typograaf
- Walrave van Krimpen (1894-1943), Nederlands militair en verzetsman
- Armin Krings (1962), Luxemburgs voetballer
- Saul Kripke (1940-2022), Amerikaans filosoof
- Josef Krips (1902-1974), Oostenrijks dirigent
- Lambertus Krips (1875-1951), Nederlands revue- en cabaretartiest
- Jiddu Krishnamurti (1895-1986), Indiaas levensbeschouwelijk leider
- Olga Krisjtop (1957), Russisch atlete
- Sylvia Maria Kristel (1952-2012), Nederlands actrice
- Ilene Kristen (1952), Amerikaans actrice
- Thor Kristensen (1980), Deens roeier
- Ingrid Kristiansen (1956), Noors atlete
- Jan Kristiansen (1981), Deens voetballer
- Liv Kristine Espenæs Krull (1976), Noors zangeres
- Henrik Kristoffersen (1994), Noors alpineskiër
- Kris Kristofferson (1936-2024), Amerikaans singer-songwriter
- Johan Kristoffersson (1988), Zweeds autocoureur
- William Kristol (1952), Amerikaans journalist en ambtenaar
- Svetlana Kriveljova (1969), Russisch atlete
- Danijel Krivić (1980), Bosnisch-Kroatisch voetballer
- Radivoj Krivokapić (1953–2024), Servisch handballer
- Antonina Krivosjapka (1987), Russisch atlete
- František Křižík (1847-1941), Tsjechisch uitvinder, elektrotechnicus en ondernemer
- Nika Križnar (2000), Sloveens schansspringster
- Klára Křížová (1989), Tsjechisch alpineskiester

## Krj
- Nikita Krjoekov (1985), Russisch langlaufer
- Vladimir Krjoetsjkov (1924-2007), Sovjet-Russisch politicus

## Krn
- Edi Krnčević (1960), Australisch-Kroatisch voetballer en voetbalcoach

## Kro

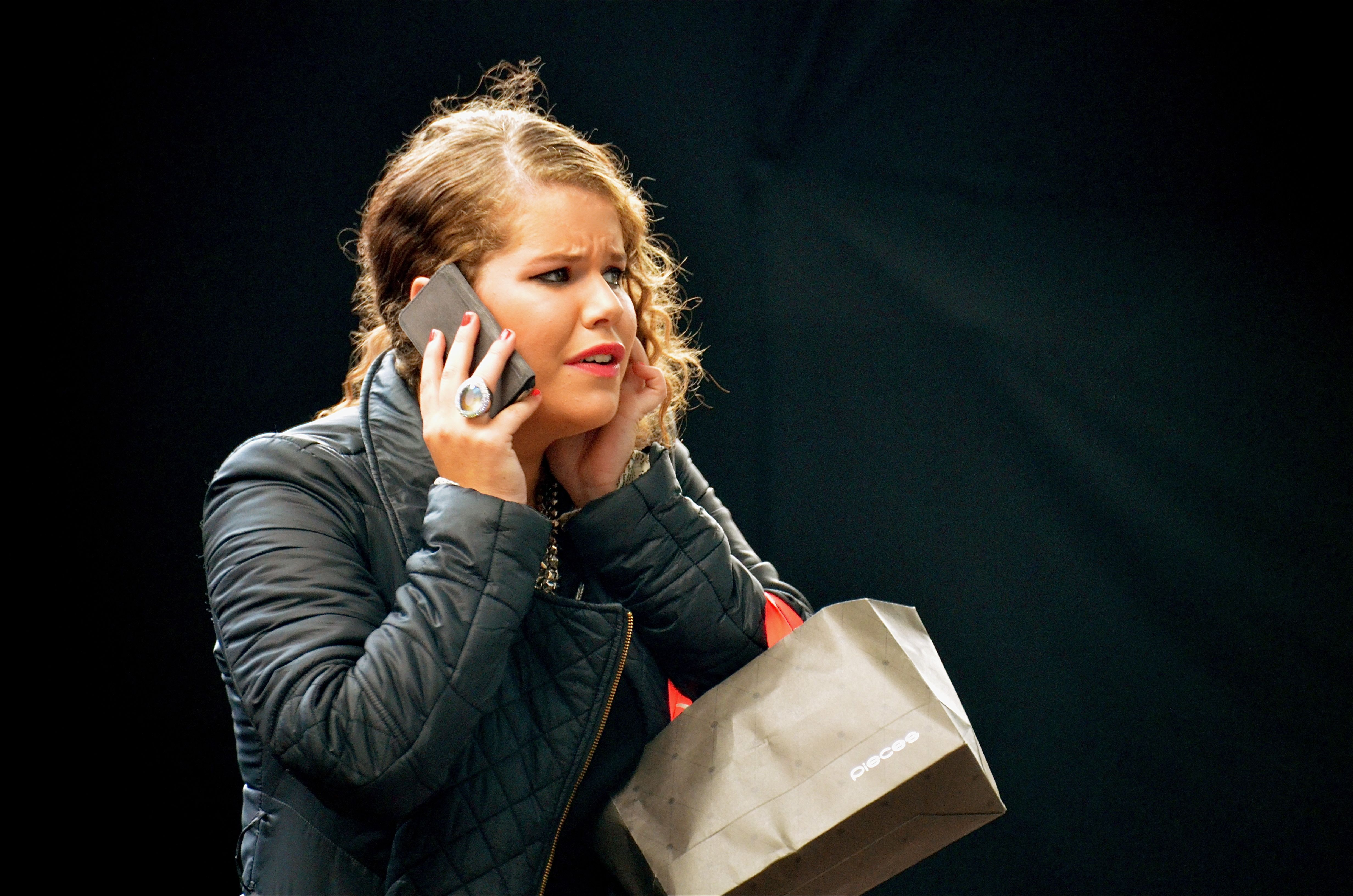
Iris Kroes

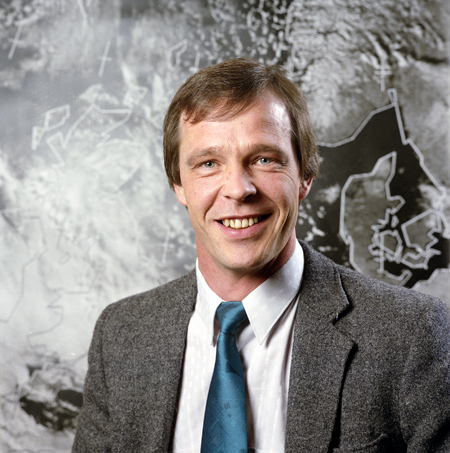
Erwin Kroll

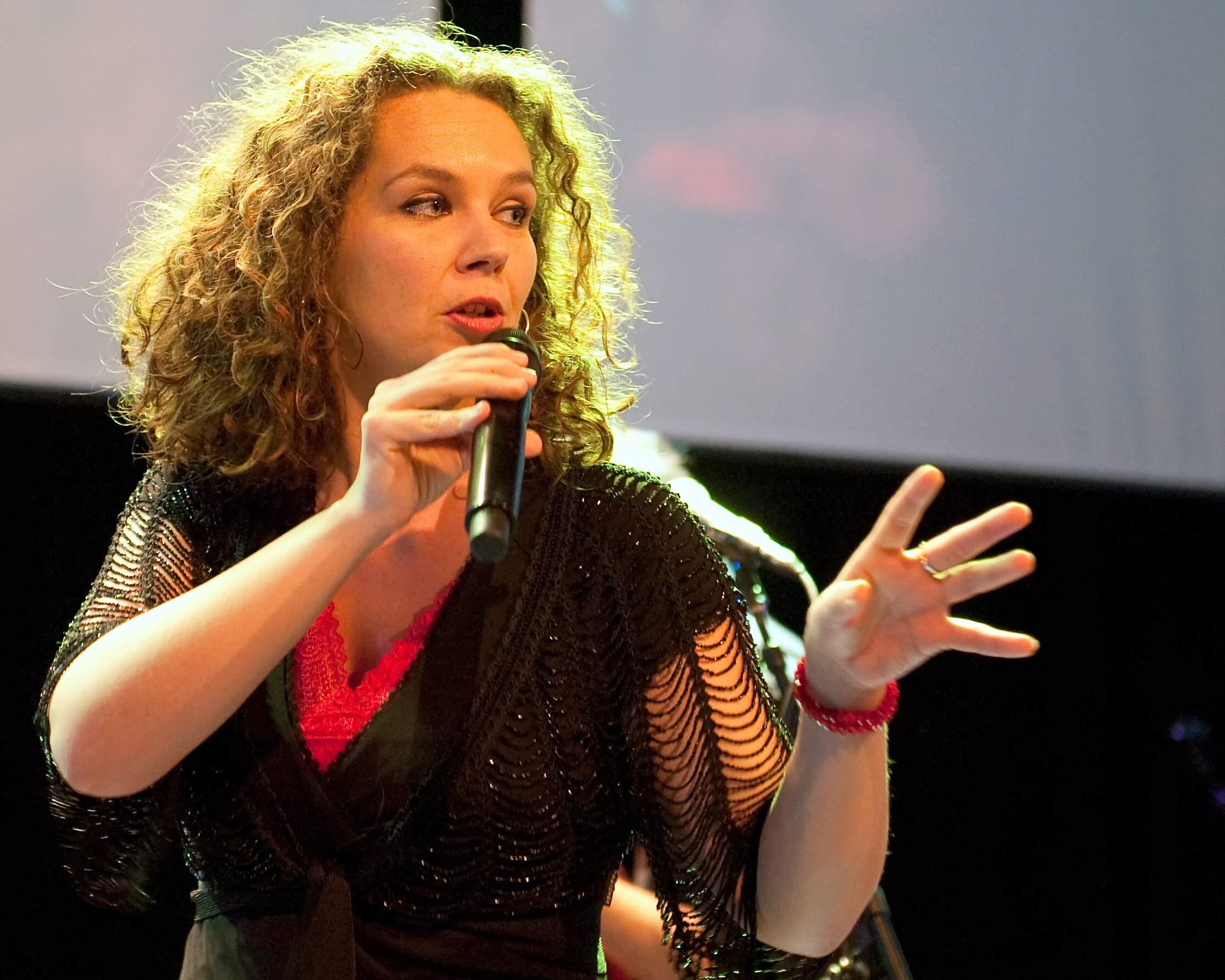
Sara Kroos

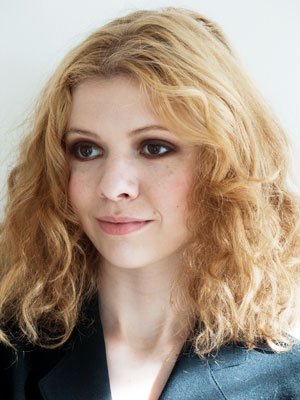
Kasha Kropinski

- Alexander Kröckel (1990), Duits skeletonracer
- Christian von Krockow (1927-2002), Duits historicus en publicist
- Larisa Kroeglova (1972), Russisch atlete
- Herbert Kroemer (1928-2024), Duits natuurkundige en Nobelprijswinnaar
- Danny Kroes (1999), Nederlands autocoureur
- Iris Kroes (1992), Nederlands zangeres en harpiste
- Neelie Kroes (1941), Nederlands politicus
- Wolter Kroes (1968), Nederlands zanger
- Lona Kroese (1987), Nederlands zwemster
- Wim Kroese (1936), Nederlands luchtvaartjournalist en auteur
- Willem Egbert Kroesen (1817-1873), Nederlands generaal en commandant van het Koninklijk Nederlandsch-Indisch Leger
- Ninel Kroetova (1926), Oekraïens schoonspringster
- Magnus Krog (1987), Noors noordse combinatieskiër
- August Krogh (1874-1949), Deens zoöfysioloog en Nobelprijswinnaar
- Finn Hågen Krogh (1990), Noors langlaufer
- Nelleke van der Krogt (1948), Nederlands presentator
- Dennis Krohne (1988), Nederlands voetballer
- Gerrit Krol (1934-2013), Nederlands schrijver en dichter
- Gerrit Krol (1945), Nederlands CDA-politicus
- Hans Krol (1943), Nederlands bibliothecaris en historicus
- Henk Krol (1950), Nederlands journalist en politicus
- Jan Krol (1962-2023), Nederlands acteur
- Ruud Krol (1949), Nederlands voetballer
- Aleksandra Król (1990), Pools snowboardster
- Joachim Król (1957), Duits theater- en filmacteur
- Erwin Kroll (1950), Nederlands meteoroloog
- Klaus Kröll (1980), Oostenrijks alpineskiër
- Lucien Kroll (1927-2022), Belgisch architect
- Ralph Kronig (1904-1995), Duits-Amerikaans natuurkundige
- Ab Krook (1944-2020), Nederlands schaatscoach
- Evert Kroon (1946-2018), Nederlands waterpoloër
- Karsten Kroon (1976), Nederlands wielrenner
- Marco Kroon (1970), Nederlands militair
- Ron Kroon (1942-2000), Nederlands zwemmer
- Salomon Kroonenberg (1947), Nederlands fysisch geograaf, geoloog en columnist
- Yvonne Kroonenberg (1950), Nederlands schrijfster
- Renate Kroos (1931-2017), Duits kunsthistorica
- Sara Kroos (1981), Nederlands cabaretière
- Toni Kroos (1990), Duits voetballer
- Kasha Kropinski (1991), in Zuid-Afrika geboren Amerikaans actrice, stemactrice en klassiek ballerina
- Pjotr Kropotkin (1842-1921), Russisch revolutionair
- Klaus Kröppelien (1958), Oost-Duits roeier
- Harold Kroto (1939-2016), Brits chemicus en Nobelprijswinnaar
- Pavel Krotov (1992), Russisch freestyleskiër
- Luc Krotwaar (1968), Nederlands atleet

## Krt
- Henry Krtschil (1932-2020), Duits componist, dirigent en pianist

## Kru

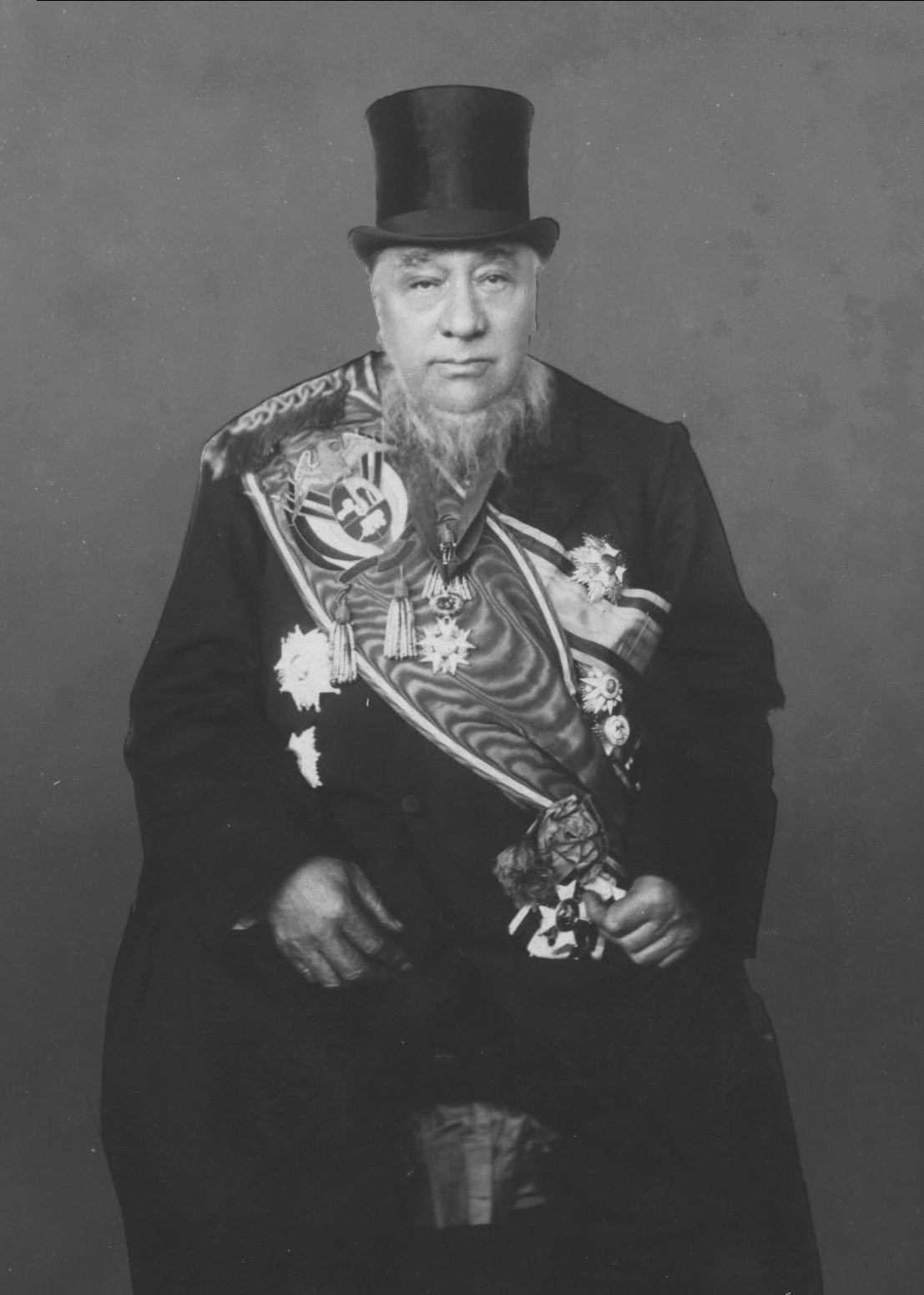
Paul Kruger (1898)

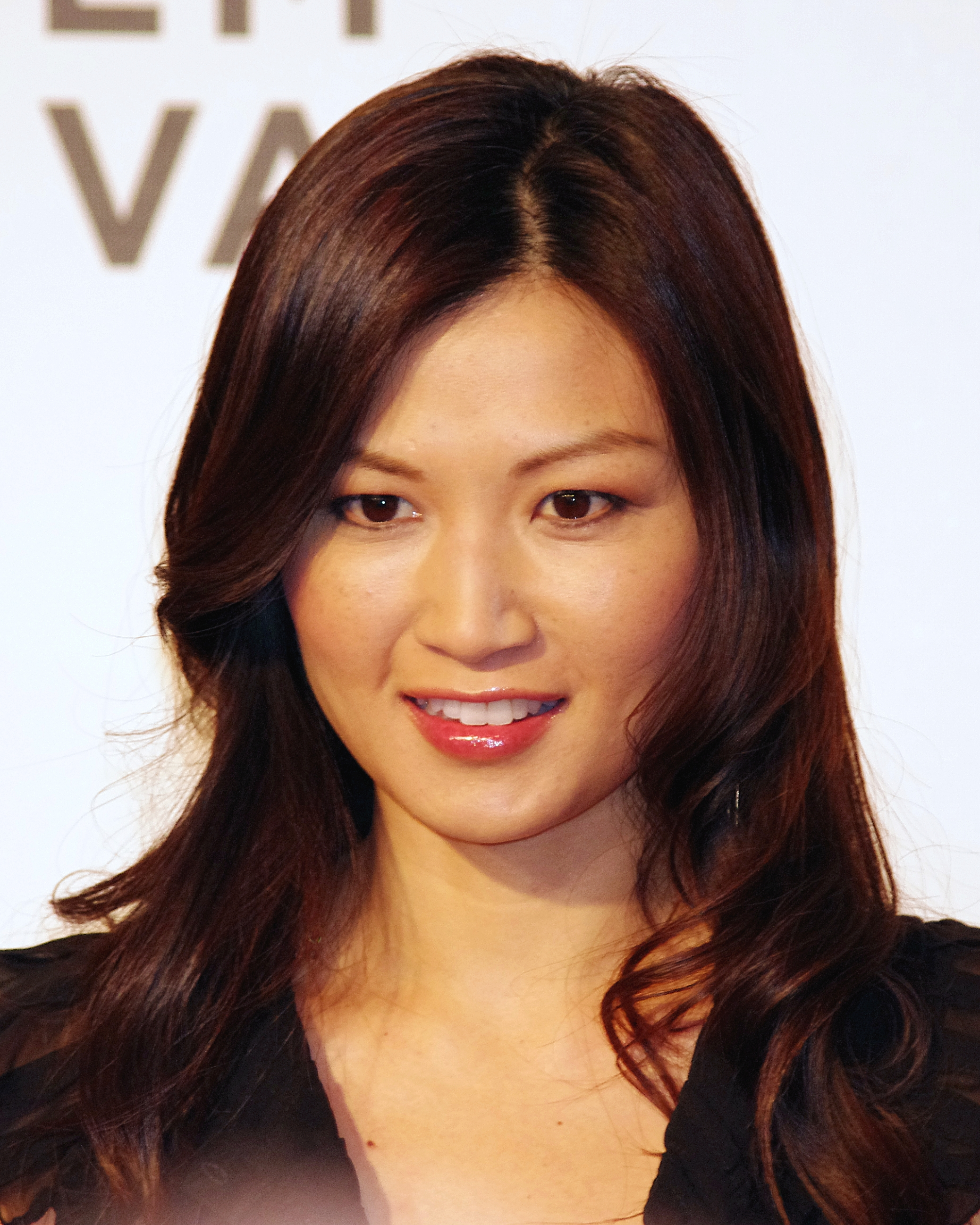
Michelle Krusiec (2012)

- Brooke Krueger (1980), Australisch atlete
- John Kruesi (1843-1899), Amerikaans werktuigbouwkundige
- Herbert Krug (1937-2010), Duits ruiter
- Anne Krüger (1934), Amerikaans econome
- Corinne Kruger, Nederlands beeldend kunstenares
- Diane Kruger (1976), Duits actrice
- Dolf Kruger (1923-2015), Nederlands fotograaf
- Frantz Kruger (1975), Zuid-Afrikaans-Fins atleet
- Hardy Krüger (1928-2022), Duits acteur
- Luise Krüger (1915-2001), Duits atlete
- Paul Kruger (1825-1904), Zuid-Afrikaans politicus
- Simen Hegstad Krüger (1993), Noors langlaufer
- Tim Kruger (1981-2025), Duitse acteur en regisseur
- Dmitri Kruglov (1984), Estisch voetballer
- Paul Krugman (1953), Amerikaans econoom
- Mart de Kruif (1958), Nederlands generaal
- Silvia Kruijer (1974), Nederlands atlete
- Dirk Kruijf (1846-1921), Nederlands architect
- Gerard de Kruijff (1890-1968), Nederlands ruiter
- Michel Kruin (1933-2023), Surinaams voetballer
- Harry van Kruiningen (1906-1996), Nederlands beeldend kunstenaar
- Germaine Kruip (1970), Nederlands kunstenaar
- Jan Kruis (1933-2017), Nederlands striptekenaar en stripscenarist
- Sebastian Kruis (1989), Nederlands politicus
- Roelof Kruisinga (1922-2012), Nederlands ambtenaar, arts en politicus
- Freddy Kruisland (1939-2012), Surinaams jurist
- Arnold Kruiswijk (1984), Nederlands profvoetballer
- Hans Kruit (1951), Nederlands grafisch- en nieuwe media-ontwerper
- Anouk Kruithof (1981), Nederlands fotografe
- Arie Andries Kruithof (1909-1993), Nederlands fysicus en hoogleraar natuurkunde
- Jaap Kruithof (1929-2009), Belgisch filosoof, publicist en opiniemaker
- Jacques Kruithof (1947-2008), Nederlands schrijver en criticus
- Jan Roelof Kruithof (1936), Nederlandse architect en voormalig marathonschaatser
- Jan Hidde Kruize (1961), Nederlands hockeyer
- Roepie Kruize (1925-1992), Nederlands hockeyer en bondscoach
- Ties Kruize (1952), Nederlands hockeyer
- Piet van der Kruk (1941-2020), Nederlands atleet en gewichtheffer
- Pieter van der Kruk (1972), Nederlands atleet
- Gerard Krul (1950-2006), Nederlands vakbondsman en hoofdredacteur
- Tim Krul (1988), Nederlands voetballer
- Hendrik Johan Kruls (1902-1975), Nederlands militair
- Randy Krummenacher (1990), Zwitsers motorcoureur
- Gustav Krupp (1870-1950), Duits militair-industrieel
- Werner Krusche (1917-2009), Duits evangelisch theoloog en bisschop
- Johan Frederik Kruse (1848-1907), Nederlands orgelbouwer
- Michelle Krusiec (1974), Amerikaans actrice en filmproducente
- Irina Krush (1983), Oekraïens-Amerikaans schaakster
- Gert Kruys (1961), Nederlands voetballer en voetbalcoach, vader van Rick Kruys
- Rick Kruys (1985), Nederlands voetballer, zoon van Gert Kruys
- Cornelis Kruyswijk (1884-1935), Nederlands architect
- Willy Kruyt (1877-1943), Nederlands politicus

## Kry
- Sergej Krylov (1963), Russisch autocoureur

## Krz
- Elżbieta Krzesińska (1934-2015), Pools atlete